# João José da Costa
João José da Costa, OCarm (Lagarto, 24 de Junho de 1958) é um prelado carmelita brasileiro, arcebispo emérito da Arquidiocese de Aracaju.

## Biografia
Frei João da Costa é sergipano da cidade de Lagarto e ingressou no Postulantado da Ordem dos Carmelitas em 1982, na cidade de Camocim de São Félix, onde também fez o noviciado 1985 e sua profissão simples 1986. Cursou a Filosofia no Seminário Nossa Senhora de Fátima, em Brasília, fazendo sua profissão perpétua em 1988. 
Inicia a teologia no Instituto Teológico São Paulo (ITESP), na capital paulista, e termina o curso em Recife, no Instituto Franciscano de Olinda (IFTO). Foi ordenado presbítero em 1992 e nomeado Conselheiro Provincial dos carmelitas, em 1993, quando foi enviado para o Convento de São José da Princesa Isabel, sendo nomeado administrador paroquial das paróquias Divino Espírito Santo, em Manaíra e Santa Teresinha, em Juru. Em 1996, é novamente eleito Conselheiro Provincial e, em 1999, é eleito Provincial da Ordem, sendo reeleito em 2003. Foi Conselheiro e Prior do Convento do Carmo de São Cristóvão, em Sergipe, e prestou assistência espiritual na Fazenda da Esperança, em Lagarto. E em 2017 é nomeado arcebispo de Aracaju, sendo sucessor de Dom José Palmeira Lessa.
No dia 19 de julho de 2023, o Papa Francisco aceitou sua renúncia à Arquidiocese de Aracaju.

## Ordenações episcopais
Dom João ordenou ao episcopado:
- Dom Valdemir Vicente Andrade (2018).

Foi Coordenante de:
- Dom José Genivaldo Garcia (2023).